# 松本彩友美
彩友美（さゆみ、1986年3月27日 - ）は、日本のファッションモデル、タレント、女優。神奈川県横浜市出身。モデルオフィスG所属。旧芸名、松本 彩友美（まつもと さゆみ）。

## 人物
- 趣味は映画鑑賞、ドライブ、スポーツ観戦。特技は新体操。
- 2011年5月26日に結婚[1]。2012年10月18日に第一子となる男児を[2]、2014年7月18日に双子の男児を出産[3]。

## 出演

### バラエティ
- クイズ!ヘキサゴンII（2005年 - 2006年、フジテレビ） - アシスタント
- サルヂエ（2006年、日本テレビ） - アシスタント
- 開運!なんでも鑑定団（2006年、テレビ東京） - アシスタント
- 関東ドライブ革命 クルマで行く南房総〜近郊リゾートの旅〜（2007年10月1日、CATV）
- FNS2008年クイズ!!（2008年12月31日、フジテレビ） - アシスタント
- 和風総本家 和菓子のおつかい（2009年、テレビ大阪） - 豆助のご主人さま

### テレビドラマ
- 産隆大學應援團（2005年、フジテレビ）
- こちら本池上署5（2005年、TBS）
- 小悪魔な女になる方法（2005年9月27日、関西テレビ）

### 映画
- オーバーヒート 輝きの先に（2007年） - ハルミ 役

### CM
- 東京ディズニーシー  レイジングスピリッツ（2005年）
- 明治製菓 キシリッシュ（2005年）
- 興和 バンテリンコーワサポーター（2010年）

### 舞台
- 明るい結婚式の挙げ方（2007年）
- ノスタルジック・カフェ〜1971・あの時君は（2007年）